# Robert Planquette

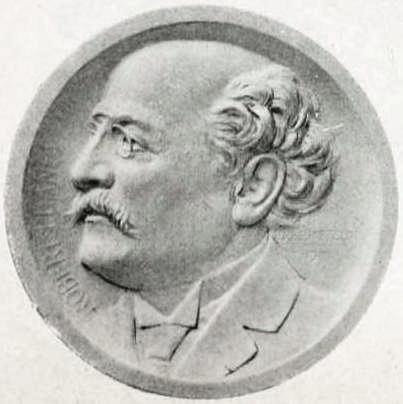

Jean Robert Julien Planquette, född den 31 juli 1848 i Paris, död där den 28 januari 1903, var en fransk tonsättare av sånger och operetter.

## Biografi
Efter studier vid Musikkonservatoriet i Paris utgav Planquette först chansons, men övergick därefter till att komponera operetter. Han blev internationellt berömd för Cornevilles klockor (1877) som utkom i svensk översättning 1878. Senare verk, som Surcouf (1887) har inte blivit lika populära.

### Operetter
Samtliga operetter hade premiär i Paris om inte annat anges.
- Méfie-toi de Pharaon, en akt, 1872, Eldorado
- La Forge, efter Théodore Massiac (1873)
- Le Serment de Mme Grégoire, 1874, Eldorado
- Paille d'avoine, en akt, 12 mars 1874, Théâtre des Délassements-Comiques
- Le Valet de coeur, en akt, 1875, Alcazar d'Eté
- Le Péage, ca 1876, Eldorado
- Les Cloches de Corneville, opéra comique, fyra akter, 19 april 1877, Théâtre des Folies-Dramatiques
- Le Chevalier Gaston, en akt, 8 februari 1879,  Opéra, Monte Carlo
- Les Voltigeurs de la 32ème, tre akter, 7 januari 1880, Renaissance
- La Cantinière, tre akter, 26 oktober 1880, Théâtre de Nouveautés
- Rip Van Winkle (Rip-Rip), tre akter, 14 oktober 1882, Comedy Theatre, London
- Les Chevaux-légers, en akt, 1882
- Nell Gwynne (La Princesse Colombine), tre akter, 7 februari 1884, Avenue Theatre, London
- La Crémaillère, tre akter, 28 november 1885, Nouveautés
- Surcouf,  tre akter, 6 oktober 1887, Folies-Dramatiques
- Captain Thérése, 1887, tre akter, 25 augusti 1890, Prince of Wales Theatre, London
- La Cocarde tricolore, tre akter, 12 februari 1892, Folies-Dramatiques
- Le Talisman, tre akter, 20 januari 1893, Théâtre de la Gaîté
- Les Vingt-huit jours de Champignolette, 17 september 1895, République
- Panurge, 1895, tre akter, 22 november 1895, Gaîté
- Mam'zelle Quat'sous, fyra akter, 19 april 1897 Gaîté
- Le Fiancé de Margot, en akt, 1900
- Le Paradis de Mahomet, tre akter, fullbordad av Louis Ganne, 15 maj 1906, Variétés